# Sure Be Cool If You Did
«Sure Be Cool If You Did» — первый сингл американского кантри-певца Блейка Шелтона с его седьмого студийного альбома Based on a True Story.... Релиз прошёл в январе 2013 года. Авторами композиции стали Rodney Clawson, Chris Tompkins и Jimmy Robbins.

## История
19 января 2013 года сингл дебютировал на позиции № 45 в чарте Billboard Hot Country Songs и на позиции № 32 в чарте Billboard Country Airplay. Это второй самый лучший дебют для Шелтона. Сингл дебютировал на позиции № 44 в основном американском чарте Billboard Hot 100 в неделю, начавшуюся 26 января 2013 года.
А 9 марта 2013 песня стала 8-м чарттоппером подряд для Блейка Шелтона, достигнув позиции № 1 в Радиоэфирном кантри-чарте Country Airplay журнала Billboard.
К ноябрю 2013 года тираж сингла составил 1 519 000 копий в США.
Песня получила положительные отзывы музыкальной критики и интернет-изданий: Taste of Country, Roughstock.
Музыкальное видео поставил режиссёр Trey Fanjoy, премьера состоялась в феврале 2013 года.

## Позиции в чартах

### Еженедельные чарты
| Чарт (2013)                         | Наивысшая позиция |
| ----------------------------------- | ----------------- |
| Канада (Billboard Canadian Hot 100) | 32                |
| Канада (Billboard Country)          | 1                 |
| США (Billboard Hot 100)             | 24                |
| США (Billboard Country Airplay)     | 1                 |
| США (Billboard Hot Country Songs)   | 1                 |

### Итоговые годовые чарты
| Чарт (2013)                       | Позиция |
| --------------------------------- | ------- |
| Канада Canadian Hot 100           | 95      |
| США Billboard Hot 100             | 80      |
| США Country Airplay (Billboard)   | 45      |
| США Hot Country Songs (Billboard) | 9       |

## Сертификации
| Регион | Сертификация  | Продажи   |
| --- | ------------- | --------- |
| США (RIAA) | 2× Платиновый | 1,519,000 |
| * Данные о продажах приведены только на основе сертификации. ^ Данные о тиражах приведены только на основе сертификации. |               |           |